# Krzemionki
Krzemionki é um complexo de minas subterrâneas de extração e processamento de sílex, do período neolítico ao período da era do bronze. Está localizado na região nordeste das montanhas de Świętokrzyski, nos condados de Ostrowiec e Opatów, nos municípios de Bodzechów, Ćmielów e Ożarów, na Polônia. É um dos maiores patrimônios arqueológico industrial da pré-história descoberto. E é um Patrimônio Mundial, tombado pela Organização das Nações Unidas para a Educação, a Ciência e a Cultura (UNESCO), no ano de 2019.

## História
No período neolítico, nos anos de 3.900 a.C., o silex da região de Krzemionki era extraído pela população da cultura Funnelbeaker e da cultura globular Amphora, para a produção de ferramentas para a caça.
No período da era do bronze, entre 1.800 a.C e 1.600 a.C., o silex era extraído pela população da cultura Mierzanowice, que demandavam maior extração de silex, para a fabricação de armas e ferramentas para a agricultura e pecuária. Com o silex se tornando obsoleto para a fabricação de ferramentas, as minas foram abandonadas e dominadas pela floresta.
No dia 19 de julho de 1922, uma mina de silex neolítica foi descoberta pelo geólogo polonês Jan Samsonowicz. nas proximidades de uma aldeia recém formada, atual Krzemionki. A mina estava coberta por árvores. Samsonowicz, para diferenciar a aldeia do sítio arqueológico recém-descoberto, denominou o sítio de Krzemionki Opatowskie. Em 1925, a primeira pesquisa arqueológica foi feita pelo arqueólogo Józef Żurowski, A pesquisa foi financiada pela Ostrowiec Świętokrzyski da Associação Turística Polonesa.

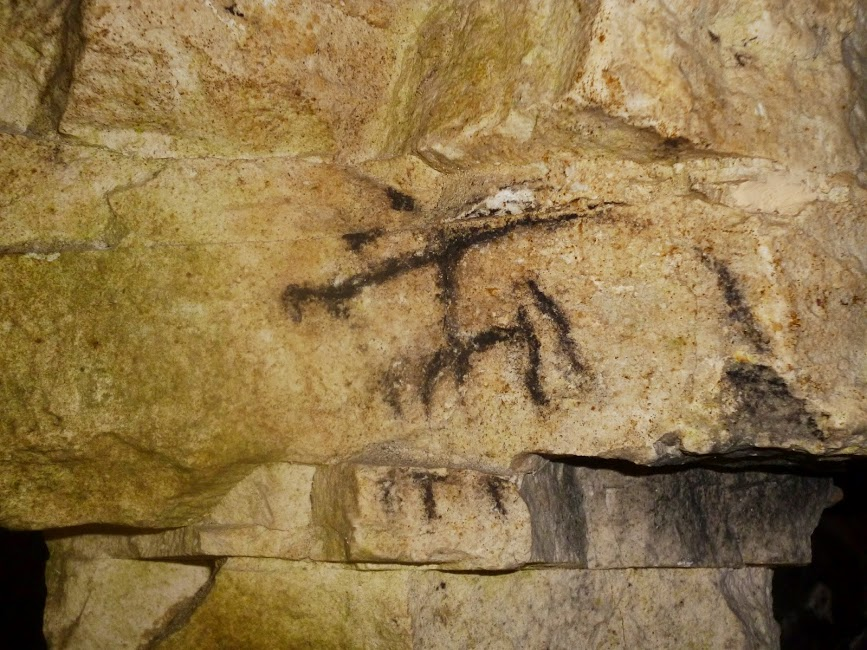
Pictogramas de Krzemionki

Na pesquisa feita foi por Stefan Krukowski, no ano de 1929, foi descoberto pictogramas em duas câmeras dos túneis de mineração e também encontrou ferramentas de pedra, pederneiras e chifres, dos quais uma parte substancial estava intacta e ainda em condições de uso.

## Características
O complexo de minas de silex de Krzemionki é composto por quatro áreas de extração: a mina principal é a Krzemionki Opatowskie, os dois campos menores são Borownia e Korycizna, e o assentamento neolítico de Gawroniec.

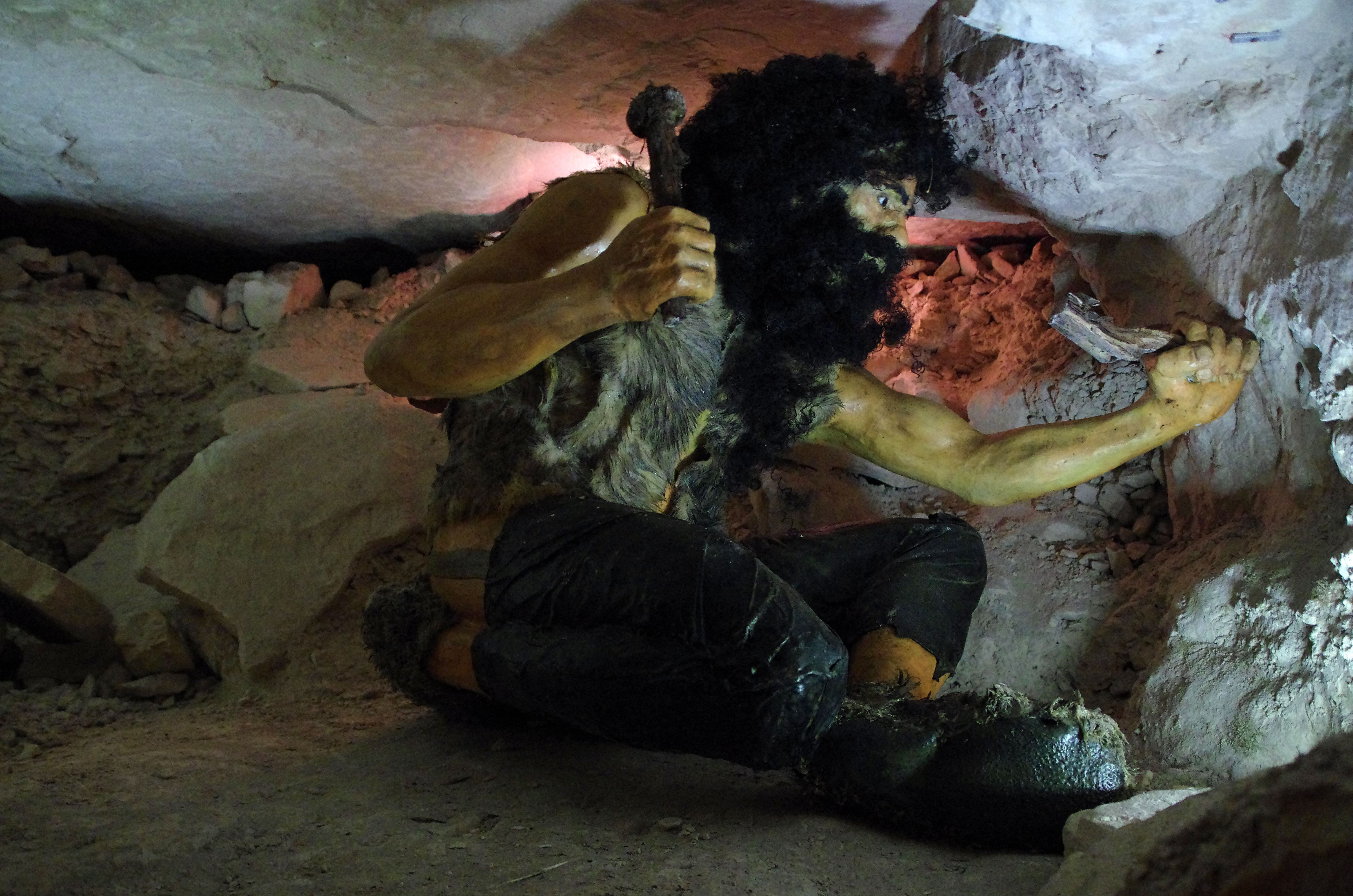

O complexo ocupa uma área de 349,2 hectares, sendo cinco quilômetros de comprimento e entre trinta e cento e oitenta metros de largura. Há mais de quatro mil poços de silex, com profundidades que variam entre dois a oito metros. Foi usado o sistema câmara - pilar, onde as câmaras se ligam sucessivamente e os tetos, de calcário oólito, são sustentados por pilares. As alturas das câmaras variam entre 55 a 120 centímetros, sendo necessário trabalhar sentados ou deitados. Os mineiros usavam tochas de madeira de alcatrão para iluminar as minas e usavam ferramentas de pedra, pederneira e chifre com formatos parecidos com picaretas, cunhais e cinzéis 

## Turismo
O complexo de minas está aberto a visitação entre os meses de abril a outubro, com entrada paga e guiada. O tour permite percorrer 1,5 quilômetros de extensão e apresenta as escavações originais das minas neolíticas e poços.